# Monumento ai caduti (Angri)

Il Monumento ai caduti di Angri è un monumento pubblico situato in piazza Doria, al centro della cittadina di Angri, dedicato ai caduti della prima e della seconda guerra mondiale; allegoria del sacrificio del soldato per la patria.

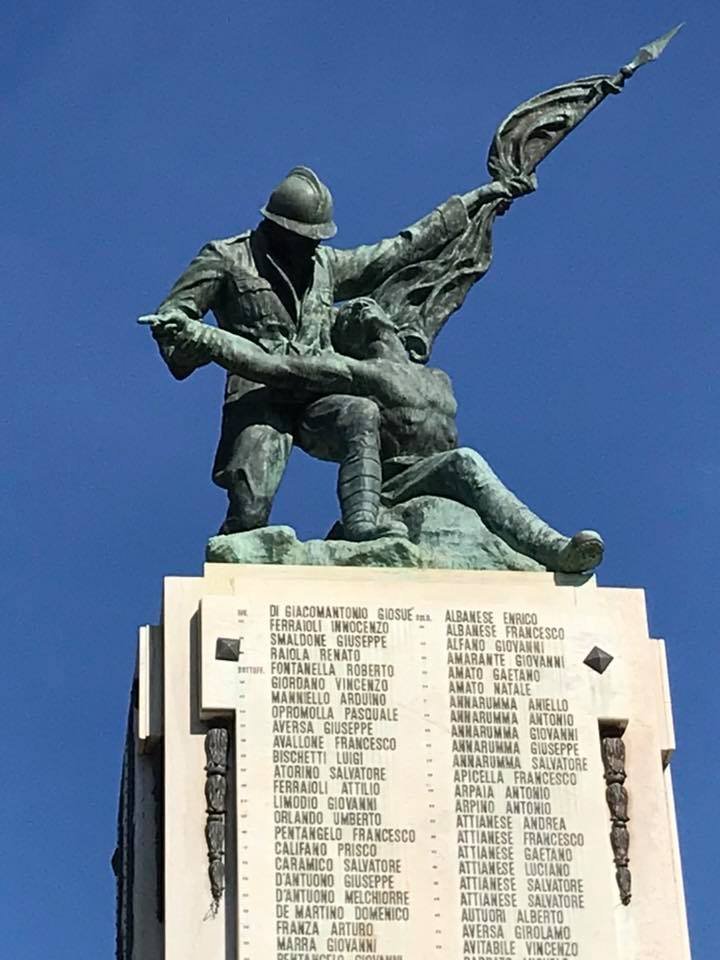
Particolare del soldato italiano che sorregge un suo commilitone morente e la bandiera dello stato italiano.

## Storia
Fu realizzato da un progetto dell’ingegnere Paolo Caiazzo e del signor Marcellini a partire dal 1924. Il progetto iniziale non prevedeva il gruppo scultoreo in bronzo della Vittoria Alata situato alla base. Il monumento fu inaugurato dal maresciallo d’Italia Pietro Badoglio l’11 febbraio del 1940 e inizialmente riportava i nomi dei 150 caduti della guerra turca e della prima guerra mondiale. Sul monumento era presente una lapide dedicatoria stilata dal professor Carlo La Mura che recitava “qui fanciulli sognammo la vita serena; ma la gettammo nel turbine della guerra, sicuri del vostro ricordo, o Concittadini di Angri.” Tale iscrizione è stata successivamente coperta con la lastra in marmo che riporta i nomi dei 235 caduti angresi della seconda guerra mondiale.

## Descrizione
Il monumento è costituito da una gradinata a cinque scalini, su cui è poggiato un rilievo in bronzo, con raffigurati due elmi, due spadini, due fucili e rami di quercia. La statua della Vittoria alata, coperta da un peplo che le lascia scoperto un seno, appoggia un piede sull'ultimo scalino ed ha un braccio proteso in avanti portando in mano l'elsa di una spada. Grossi blocchi di pietra sono assemblati a formare tre livelli su cui poggia un basamento in marmo. Sui quattro lati sono posti gli elenchi dei caduti. In alto, un gruppo scultoreo in bronzo raffigura un fante che solleva in alto una bandiera raccolta e sorregge un commilitone morente.

## Vedi anche
- Angri
- Maresciallo Pietro Badoglio
- Prima Guerra Mondiale
- Seconda Guerra Mondiale